# Octobre 1780

## Événements
- 2 octobre :
  - à Tappan (New York), l'espion britannique John André est pendu par l'armée de l'Union.
  - Ouverture de la diète à Varsovie. Les troupes russes évacuent la Pologne[1]. Stanislas Poniatowski peut affermir son pouvoir. Un Parti du roi se constitue, qui regroupe des politiciens expérimentés. Des chancelleries royales, articulées sur les départements du Conseil permanent, sont organisées[2].

- 7 octobre : victoire américaine à la bataille de King's Mountain[3].

- 10 - 16 octobre : le Grand ouragan passe sur les Antilles, faisant plus de 22 000 morts[4].

- 31 octobre : Haidar Alî prend Arcot[5].